# (469) Argentina
(469) Argentina est un astéroïde de la ceinture principale. Il a été découvert par Luigi Carnera le 20 février 1901.